# Zachary Gibson
Zachary Gibson (9 de agosto de 1995) es un actor y bailarín canadiense, más conocido por interpretar a Doug en la película de Descendientes, y su secuela y en Zapped de Disney Channel.

## Biografía
Nació en Estados Unidos el 9 de agosto de 1995 y estudió en Victoria's High School. En 2013 consiguió su primer papel en Zapped como uno de los bailarines y después consiguió su segundo papel en 2015 en la película Descendants, donde obtuvo el papel de Doug tras asistir al casting del director Kenny Ortega.
Ha trabajado junto a famosos como Zendaya, Sofia Carson, Dove Cameron, Cameron Boyce y Booboo Stewart, como también junto al director Kenny Ortega.

## Debut
Zachary Gibson debutó en el mundo de la actuación en 2014 actuando como personaje secundario del equipo B en Zapped, actuando junto a famosos como Zendaya, luego hizo una aparición actuando como coprotagonista de la película Descendants en el papel de “Doug" hijo de Tontin (uno de los siete enanitos) junto con Dove Cameron, Sofia Carson, Cameron Boyce y Booboo Stewart y también se confirmó que retomaría su papel de Doug en Descendants 2, que se estrenó en julio de 2017.

## Carrera
2014: Zapped
Gibson consiguió su primer papel como unos de los Bailarines Principales (Después de Zendaya y de Chanelle Peloso) en la película de Disney Channel Zapped...
2015: Descendientes 
En 2015 Gibson  consiguió un Papel como Coprotagonista interpretando a Doug (hijo de Tontin "uno de los 7 enanos") en la película de Disney Channel Descendientes...
2017:
Descendientes
Gibson retomara su papel de Doug en la secuela de Disney Channel Descendientes

## Filmografía

### Televisión
| Año  | Título        | Personaje | Notas                                         |
| ---- | ------------- | --------- | --------------------------------------------- |
| 2014 | Zapped        | Bailarín  |                                               |
| 2015 | Descendientes | Doug      | Coprotagonista, Disney Channel Original Movie |
| 2017 | Descendants 2 | Doug      | Coprotagonista, Disney Channel Original Movie |
| 2019 | Descendants 3 | Doug      | Coprotagonista, Disney Channel Original Movie |